# 맥셀
맥셀(Maxell, マクセル株式会社)은 가전제품을 생산하는 일본회사이다.
회사명은 'Maximum capacity dry cell'(최대용량건전지)의 줄임말이다. 주요 제품으로는 배터리, 무선충전제품, 저장장치, (USB 플래시 드라이브, 실제 용량 4- 8- 16- 32- 64- 128- 256GB) LCD/레이저 프로젝터, 기능성 소재 등이 있다. 과거에 이 회사는 오디오 카세트, 공 VHS 테이프, 플로피 디스크, CD-R/RW, DVD±RW 등 기록 가능한 광 디스크를 포함한 기록 매체를 제조했다.
2008년 3월 4일, 맥셀은 광학 미디어 제조를 아웃소싱하겠다고 발표했다.